# Kimpton (Hampshire)
Kimpton – wieś w Anglii, w hrabstwie Hampshire, w dystrykcie Test Valley. Leży 23 km na północny zachód od miasta Winchester i 108 km na zachód od Londynu.